# Radnice ve Filadelfii
Filadelfská radnice (anglicky Philadelphia City Hall) je sídlem rady města Filadelfie ve státě Pensylvánie. S výškou věže 167 metrů včetně sochy, je druhou nejvyšší zděnou stavbou na světě (první je turínská Mole Antonelliana). Váha budovy je přenášena žulovými a cihlovými stěnami o tloušťce až 6,7 metru. Na exteriér byly použity materiály jako vápenec, žula či mramor.
Výstavba probíhala v letech 1871-1901. V letech 1901 až 1908 pak byla nejvyšší budovou na světě (nepočítaje Washington Monument a Eiffelovu věž). Do roku 1932 byla nejvyšší v Pensylvánii, než její výšku překonala stavba Gulf Tower. Do výstavby One Liberty Place (1984-1987) byla nejvyšší budovou ve městě. Od roku 1976 je kulturní památkou USA.
Autorem budovy byl John McArthur mladší. Na vrcholu věže je umístěna socha Williama Penna.